# Comizi d'amore
Comizi d'amore è un documentario del 1964, diretto da Pier Paolo Pasolini.
Nel 1963 Pier Paolo Pasolini e il produttore Alfredo Bini girano l'Italia per trovare luoghi e volti per il nuovo film del regista friulano, il Vangelo secondo Matteo. Ma Pasolini da un po' di tempo ha un chiodo fisso: conoscere le opinioni degli italiani sulla sessualità, l'amore e il buon costume e vedere come sia cambiata negli ultimi anni la morale del suo paese.
Si stabilisce quindi di unire le due cose e Pasolini entra in campo, microfono alla mano, per parlare con gli italiani di "invertiti", di "prima volta", di "prostitute" e di "divorzio".
Ne esce un ritratto del paese contraddittorio, uno spaccato di un'Italia a varie velocità, un quadro sconcertante che alterna aperture fintamente disinvolte al Nord e rigidità ancestrali nel meridione.
All'interno del film ci sono anche le opinioni autorevoli di "amici" di Pasolini come Alberto Moravia, Cesare Musatti, Adele Cambria, Camilla Cederna, Giuseppe Ungaretti e Oriana Fallaci. L'impressione che si ricava da questo straordinario film-inchiesta è quella di una grande, diffusa ignoranza anche negli strati di popolazione più colta, di una profonda arretratezza e del timore dell'italiano medio di affrontare senza vergogna un confronto legato al tema della sessualità.

## Struttura del film
Il film è suddiviso in varie parti a seconda degli argomenti trattati o delle varie zone d'Italia dove sono state girate le interviste.

### Primo tempo
- Ricerche 1 - Grande fritto misto all'italiana. Dove si vede una specie di commesso viaggiatore che gira per l'Italia a sondare gli italiani sui loro gusti sessuali: e ciò non per lanciare un prodotto, ma nel più sincero proposito di capire e di riferire fedelmente.
  - Come gli italiani accolgono l'idea di film di questo genere?
  - Come si comportano di fronte all'idea d'importanza del sesso nella vita?
- Ricerche 2 - Schifo o pietà?

### Secondo tempo
- Ricerche 3 - La vera Italia?
  - Comizi nelle spiagge romane o il sesso come sesso
  - Comizi sulle spiagge milanesi o il sesso come hobby
  - Comizi sulle spiagge meridionali o il sesso come onore
  - Comizi al lido o il sesso come successo
  - Comizi sulle spiagge toscane (popolari) o il sesso come piacere
  - Comizi sulle spiagge toscane (borghesi) o il sesso come dovere
- Ricerche 4 - Dal basso e dal profondo

## Riconoscimenti
Il film è stato selezionato tra i 100 film italiani da salvare.